# Uroxys magnus
Uroxys magnus là một loài bọ cánh cứng trong họ Bọ hung (Scarabaeidae).